# タクティカルオプス
タクティカルオプス (TacticalOps) とは、『カウンターストライク』(CounterStrike) というゲームをモデルとして作られたマルチプレイヤー・オンラインゲームである。ジャンルはファーストパーソン・シューティングゲーム (FPS) に属する。独自性を出すために『カウンターストライク』よりアクション性が高く、いうならば、『カウンターストライク』に『Unreal Tournament』（アンリアルトーナメント）の要素を融合させたようなものである。

## 経歴
初代『タクティカルオプス』は『Unreal Tournament』のModとして『SWAT』という名前でリリースされて、その後のバージョンアップによりタクティカルオプスに名称が変更された。バージョン3.00以降でModリリースに加えて、単体で起動する独自の製品版である『TacticalOps-Assault on Terror』も販売された。
バージョン3.4以降は、Modから分離され、『TacticalOps-Assault on Terror』の製品版を購入した人だけしかアップデートできないようになった。
2006年現在は『TacticalOps-Crossfire』という名称で『Unreal Tournament 2004』のModとしてリリースされている。こちらのほうはまだベータ版の段階であり、独自の製品版リリースの様子は見えていない。

## Assault on Terror
Crossfireの前作という位置にあたる。初代UTのエンジンを利用したMod作品であり、今のPCの性能から見ると、比較的に低いスペックでも遊ぶことができるので、古めのパソコンを使っている人でも楽しみやすい。

## Crossfire
Assault on Terrorの後継作品となっているのがCrossfireである。『TacticalOps-Crossfire』では、以前よりも武器の数が増えて、それぞれの武器の個性が強くなっている。
射撃に関しては、「しゃがむと反動が低下」「バーストモードで反動低下」「初弾発射の攻撃の精度がかなり正確」などの以前の『タクティカルオプス』には無かった要素が加えられている。ここもやはり、『カウンターストライク』のゲーム要素から良い部分として加えられたようである。
移動やジャンプなどは変わらずアクション性が高い。しかし、上記の射撃要素のように以前よりも相手に正確に弾丸を当てるための戦術要素が加えられているために、不意をとられると即刻やられてしまう危険性が増している。
マップは以前のような窮屈なものよりも広めのマップが主流であり、例えばテロリスト側のチームが人質を全員殺してしまうと敗北になってしまうなど、任務遂行が重視されているスタイルとなっている。任務を遂行するとスコアがもらえるなどの要素が加わり、積極的に連携して任務をこなして欲しいという製作側の意図のようなものも見える。
グレネードは、HEは相変わらず強烈であり、フラッシュは正面から受けると長時間の間視界が塞がれるが、後ろを向いて回避すると被害を大幅に低減できたり、スモークは投げると分裂するなどの利用価値を高めている要素がある。
しかし、マイナーなゲームであり、認知度は低い。